# 連邦共和国
連邦共和国（れんぽうきょうわこく）は、共和制の政府形態を持つ州の連邦である。共和国という単語は、政府の形態である政体の種類を指すために使用される用語であるが、本質的には「国王や女王ではなく、主権を持つ人民から選出された代表者と選出された指導者（大統領など）によって統治される国」を意味する。

## 概要
連邦共和国では、連邦政府と個々の下位区分の政府との間に権力分立が存在する。連邦共和国となっている国家はこの権力分立を異なる方法で管理しているが、多くの国は外交や防衛、また、金融政策に関連する一般的な問題は通常、連邦レベルで処理され、インフラの保守や教育政策などの課題は通常、地域または地方レベルで処理されている。ただし、どの問題が連邦の権限であるべきかについての見解は異なり、連邦政府が管轄権を持たないいくつかの課題においては通常、細分化された自治体・行政が主権を持っている。したがって、連邦共和国は、中央政府が政治のあらゆる側面に対して完全な主権を持っている単一国とは最も対照的な存在となっている。
このより分散化された構造は、国土が広大な規模の国家が「連邦共和国」として活動する傾向が多いのを説明するのに役立っている。ほとんどの連邦共和国は、書面による憲法文書で州政府の命令間の権力分立を成文化している。また、国家によっては「合衆国」等と名乗る国も存在する。
連邦共和国と他の国家間における政治的に異なっている点は主に法的な形式の問題ではなく、連邦州の存在である。ほとんどの国の連邦州の構造が民主的な場合、特に連邦政府の君主の下で議会制度で経験が積まれていない場合は、政治的な権力による均衡が保たれている。ただしアラブ首長国連邦など一部の連邦君主制は、民主主義以外の原則に基づいている。

## 連邦共和国の例
| 国                       | 正式名称（国体）           | 行政区画                          | 政府の状態 |
| ------------------------ | -------------------------- | --------------------------------- | ---------- |
| アルゼンチン             | アルゼンチン共和国         | 州 (23)+自治市 (1)                | 大統領制   |
| オーストリア             | オーストリア共和国         | 州 (9)                            | 議会共和制 |
| ボスニア・ヘルツェゴビナ | ボスニア・ヘルツェゴビナ   | 行政区 (2)+自治区 (1)             | 議会共和制 |
| ブラジル                 | ブラジル連邦共和国         | 州 (26)+直轄区 (1)                | 大統領制   |
| コモロ                   | コモロ連合                 | コモロ行政区画 (3)                | 大統領制   |
| エチオピア               | エチオピア連邦民主共和国   | 地域 (10)+憲章都市 (2)            | 議会共和制 |
| ドイツ                   | ドイツ連邦共和国           | 州 (16)                           | 議会共和制 |
| インド                   | インド共和国               | 州 (28)+直轄領 (8)                | 議会共和制 |
| イラク                   | イラク共和国               | 県 (19)                           | 議会共和制 |
| メキシコ                 | メキシコ合衆国             | 州 (31)+独立組織 (1)              | 大統領制   |
| ミクロネシア             | ミクロネシア連邦           | 州 (4)                            | 大統領制   |
| ネパール                 | ネパール連邦民主共和国     | 州 (7)                            | 議会共和制 |
| ナイジェリア             | ナイジェリア連邦共和国     | 州 (36)+直轄地 (1)                | 大統領制   |
| パキスタン               | パキスタンイスラム共和国   | 州 (4)+自治区 (2)+直轄領 (1)      | 議会共和制 |
| ロシア                   | ロシア連邦                 | 連邦構成主体 (85)                 | 半大統領制 |
| ソマリア                 | ソマリア連邦共和国         | 連邦加盟州(5)                     | 議会共和制 |
| 南スーダン               | 南スーダン共和国           | 州 (10)+行政区 (2)+特別行政区 (1) | 大統領制   |
| スーダン                 | スーダン共和国             | 州 (18)                           | 臨時政府   |
| スイス                   | スイス連邦                 | 州 (26)                           | 議会共和制 |
| アメリカ合衆国           | アメリカ合衆国             | 州 (50)+地区 (1)                  | 大統領制   |
| ベネズエラ               | ベネズエラ・ボリバル共和国 | 州 (23)+首都区 (1)                | 大統領制   |

## かつて存在していた連邦共和国
| 国                               | 正式名称と国体                                                                          | 連邦政府形態の時代 | 行政区画   |
| -------------------------------- | --------------------------------------------------------------------------------------- | ------------------ | ---------- |
| ネーデルラント連邦共和国         | ネーデルラント連邦共和国                                                                | 1581〜1795         | 州         |
| 大コロンビア                     | コロンビア共和国                                                                        | 1819〜 1831年      |            |
| 中央アメリカ連邦共和国           | 中央アメリカ連邦共和国                                                                  | 1823〜 1838年      |            |
| グラナダ連合                     | グラナダ連合                                                                            | 1858〜1863         |            |
| コロンビア合衆国                 | コロンビア合衆国                                                                        | 1863〜 1886年      | 州         |
| 中華民国                         | 中華民国                                                                                | 1912〜1928         | 州         |
| 北カフカース山岳共和国           | 北カフカース山岳共和国                                                                  | 1917〜1922         | 共和国     |
| ワイマール共和国                 | ドイツ国                                                                                | 1919〜1933         | 州         |
| 東ドイツ                         | ドイツ民主共和国                                                                        | 1949〜1952         | 州         |
| ソビエト連邦                     | ソビエト社会主義共和国連邦                                                              | 1922〜 1991年      | 共和国     |
| ユーゴスラビア                   | ユーゴスラビア連邦人民共和国（1945–1963） ユーゴスラビア社会主義連邦共和国（1963–1992） | 1945–1992          | 共和国     |
| セルビア・モンテネグロ           | ユーゴスラビア連邦共和国                                                                | 1992–2003          | 構成共和国 |
| ビルマ                           | ビルマ連邦                                                                              | 1948–1962          | 州         |
| インドネシア                     | インドネシア共和国                                                                      | 1949〜1950         | 州         |
| カメルーン                       | カメルーン連邦共和国                                                                    | 1961–1972          |            |
| チェコスロバキア社会主義共和国   | チェコスロバキア共和国（1948–1960） チェコスロバキア社会主義共和国（1960–1990）         | 1969–1990          | 共和国     |
| チェコおよびスロバキア連邦共和国 | チェコ及びスロバキア連邦共和国                                                          | 1990〜 1992年      | 共和国     |